# Shenyang FC-31
Lo Shenyang FC-31, talvolta indicato anche come J-31 in accordo con la classificazione della PLAAF, è un caccia multiruolo stealth di quinta generazione in fase di sviluppo da parte della cinese Shenyang Aircraft Corporation.

## Sviluppo
Lo Shenyang FC-31 è stato sviluppato nell’ambito del programma J-XX per l’acquisizione di un nuovo caccia di quinta generazione da parte della Zhongguo Renmin Jiefangjun Kongjun; sebbene il vincitore del programma sia stato il Chengdu J-20, Shenyang Aircraft Corporation ha proseguito autonomamente nello sviluppo di un suo velivolo nella speranza di attrarre clienti dall’estero.
L’aereo è stato rivelato per la prima volta alla China International Aviation & Aerospace Exhibition del 2012, quando ne venne esposto un modello in scala. Alla China International Aviation & Aerospace Exhibition del 2014 l’FC-31 è stato presentato al pubblico e ha compiuto una serie di voli dimostrativi. Nel 2015 è stato mostrato per la prima volta fuori dalla Cina al Salone aeronautico di Dubai.
Nonostante l’aereo sia stato pensato esclusivamente per l’esportazione, l'aeronautica cinese ha richiesto a Shenyang di sviluppare una versione imbarcata dell’FC-31 e nel 2021 un prototipo di FC-31 è stato visto presso un centro di addestramento al volo su portaerei a Wuhan.

### Controversie
Nell’aprile 2009 il Wall Street Journal ha riportato che alcuni hacker, probabilmente cinesi, hanno violato un database del programma Joint Strike Fighter e rubato terabyte di dati; esperti americani hanno accusato AVIC e Shenyang Aircraft Corporation di avere utilizzato informazioni  e soluzioni adottate nello sviluppo del JSF per sviluppare l’FC-31.

## Tecnica
I motori scelti per equipaggiare l’FC-31 sono i turboventola WS-19 attualmente in fase di sviluppo. Per colmare questa assenza il primo prototipo è stato equipaggiato con due Klimov RD-93 e il secondo prototipo con due Guizhou WS-13. Gli RD-93 producono una spinta a secco di 51 kN e di 83 kN con postbruciatore, i WS-13 di 54 kN o 90 kN con postbruciatore e si prevede che i WS-19 siano in grado di produrre una spinta a secco di 56 kN e con postbruciatore di 110 kN.
Si prevede che gli FC-31 possano essere armati con un cannone interno e dotati di sei piloni alari e due baie interne in grado di ospitare ciascuna fino a 2 missili aria-superficie o 3 missili aria-aria. Complessivamente, l’aereo dovrebbe essere in grado di trasportare fino a 12 missili aria-aria oppure fino a 10 missili aria-terra, fino a 8 bombe da 500 kg oppure fino a 30 bombe di grandezza inferiore.

### Aeromobili comparabili
- Lockheed Martin F-35 Lightning II
- KAI KF-21 Boramae
- Mitsubishi ATD-X
- Sukhoi Su-75